# 純映画
純映画（じゅんえいが、英語：Pure Cinema）は、プロット (物語)や架空の人物、俳優を用いることに対抗して、自治的な映画技法を用いることで、ひとりの映画作家がより感情的に激しい体験をつくりだすことができる、という映画理論である。
フランス1920年代 - 1930年代の前衛映画運動については「純粋映画」を参照。

## 概要
セルロイドをもって提供されるほとんどすべてのほかのものと違って、文学や演劇といった芸術の前任者から引かれるリンクもキャラクターも、「純映画」は拒絶する。経年で進化してゆく連続体の一部分としての映画作品を観ることよりも、「純映画」は、ほかのなにものからも借りるべきではないユニークな芸術形式たろうとする映画であると誓う。そのようにして「純映画」は、非物語、非配役の映画からできあがる。モンタージュ（クレショフ効果）、カメラの運動とカメラアングル、音響視覚的関係、字幕とそのほかのオプティカル効果（光学合成）、そして視覚的構成といった、ユニークな映画的ディヴァイスを通じて抽象的な感情体験を伝えるのである。
「純映画」の偉大なる例示は以下の通りである。
- ジガ・ヴェルトフ『カメラを持った男』（The Man with the Movie Camera）
- ロン・フリック『バラカ』（Baraka）
- アーサー・リプセット『21-87』（21-87、短篇）
- ジャン＝クロード・ラブレク『60 Cycles』（シネマ・ヴェリテの作品）
- ブルース・コナー『A Movie』
- スタン・ブラッケージ『ドッグ・スター・マン』（Dog Star Man）
- ジョージ・ルーカス『6-18-67』『1:42.08』『Herbie』
- ジョーダン・ベルソン『Allures』『Phenomena』『Fountain of Dreams』
- ゴッドフリー・レッジョ『コヤニスカッツィ』
- レニ・リーフェンシュタール『意志の勝利』『オリンピア』
- スラヴコ・ヴォルカピッチ、ジョン・ホフマン『Moods of the Sea』『Forest Murmurs』